# Буше, Жан (скульптор)
Жан Буше (фр. Jean Boucher; 20 ноября 1870, Сесон-Севинье — 17 июня 1939, Париж) — французский скульптор, родом из Бретани. Известен своими мемориальными скульптурами, выразившими патриотическую преданность Франции и Бретани.

## Биография
Жан Буше родился в коммуне Сесон-Севинье региона Бретань в семье Жозефа Буше и Мари Бланшар.
После начальной школы он выучился на слесаря, но вскоре его привлекло искусство живописи и скульптуры. По совету известного местного скульптора Шарля Ленуара, профессора региональной школы в Ренне, Буше начал посещать уроки рисования, записавшись на вечерние занятия в художественную школу La Halle aux Toiles. Преподаватель школы Феликс Руа, обучавший его азам изобразительного искусства, отмечал способности своего юного ученика; затем Буше поступил в Школу изящных искусств Ренна. В 1890-х годах он работал на реставрации Кафедрального собора Святого Самсона в Доль-де-Бретани и впоследствии считал эту работу своей настоящей школой.
В 1889 году, получив государственный грант на продолжение обучения в Национальной высшей школе изящных искусств в Париже, Жан Буше занимался в мастерской Александра Фальгьера, а также у Анри Мишеля Шапю в Академии Жюлиана; оба учителя отмечали его талант.
С началом Первой мировой войны Буше был мобилизован в звании сержанта пехоты; пострадал от последствий отравления химическими газами. Войну закончил в звании лейтенанта, награждён Крестом Воинской доблести.
В послевоенные годы он вернулся к работе скульптора и создавал военные мемориалы по всей Франции. Он является создателем памятников посвященных: выпускникам военной школы Сен-Сир; маршалу Франции Жозефу Галлиени (в Вердене); американским добровольцам — участникам Первой мировой войны, погибшим за Францию; авиатору Эдуарду Мунье; политику Иву Гийо, писателю Шарлю Ле Гоффику, поэту и драматургу Андре Ривуару, писательнице Жанне Луазо.
На Всемирной выставке в Париже (1925) Жан Буше был удостоен высшей награды — Гран При по классу скульптуры. В числе его известных учеников: Поль Бельмондо, Жюль-Шарль Ле Бозек, Франсис Рено.
29 февраля 1936 года избран в Академию художеств, заменив Ипполита Лефевра.
Умер в Париже в 1939 году, похоронен на родине, на кладбище к востоку от Ренна.